# Hemerorhinus
Hemerorhinus är ett släkte av fiskar. Hemerorhinus ingår i familjen Ophichthidae.
Kladogram enligt Catalogue of Life:
| Hemerorhinus | \| \| Hemerorhinus heyningi \| \| \| \| \| \| Hemerorhinus opici \| \| \| \| |
|              | \| \| Hemerorhinus heyningi \| \| \| \| \| \| Hemerorhinus opici \| \| \| \| |
|              | Hemerorhinus heyningi                                                        |
|              |                                                                              |
|              | Hemerorhinus opici                                                           |
|              |                                                                              |